# American Life (film)
American Life (Away We Go) è un film del 2010 diretto da Sam Mendes, scritto dalla nota coppia di autori Dave Eggers-Vendela Vida, alla loro prima esperienza cinematografica.

## Trama
È la storia di due trentenni, interpretati da John Krasinski e Maya Rudolph, i quali, di fronte al prossimo arrivo, non programmato, del loro primo figlio, intraprendono un viaggio attraverso gli Stati Uniti, e non solo, alla ricerca del posto ideale dove mettere le radici e crescere la loro famiglia.

## Colonna sonora
La colonna sonora del film è curata dal cantautore britannico Alexi Murdoch e costituita in gran parte da sue canzoni.
1. All My Days - Alexi Murdoch
2. Orange Sky - Alexi Murdoch
3. Blue Mind - Alexi Murdoch
4. Song For You - Alexi Murdoch
5. Breathe - Alexi Murdoch
6. Towards The Sun - Alexi Murdoch
7. Meet Me In The Morning - Bob Dylan
8. What Is Life - George Harrison
9. Golden Brown - The Stranglers
10. Wait di Alexi Murdoch
11. Oh! Sweet Nuthin - The Velvet Underground
12. The Ragged Sea - Alexi Murdoch
13. Crinan Wood - Alexi Murdoch

## Distribuzione
Presentato all'Edinburgh International Film Festival, il film è stato distribuito nelle sale cinematografiche statunitensi dalla Focus Features a partire dal 5 giugno 2009, nel primo weekend in forma limitata a 4 sale. A fronte di un budget intorno ai venti milioni di dollari, ne ha incassati in patria meno di dieci. È uscito in DVD il 29 settembre 2009.

## Critica
Il film ha ottenuto una valutazione del 67% su Rotten Tomatoes (111 recensioni positive su 166) e di 58/100 su Metacritic (basato su 33 recensioni).
Tra le critiche positive vi sono quelle di Roger Ebert (Chicago Sun-Times), David Denby (The New Yorker) e Peter Travers (Rolling Stone). Tra le negative vi sono quelle di Richard Corliss (Time), A. O. Scott (The New York Times), Dennis Harvey (Variety) e Ann Hornaday (The Washington Post).